# Bromus diandrus
Il forasacco di Gussone (Bromus diandrus Roth, 1787) è una pianta angiosperma monocotiledone appartenente alla famiglia delle Poacee (o Gramineae, nom. cons.).

## Etimologia
Il nome generico (bromus) deriva dalla lingua greca ed è un nome antico per l'avena. L'epiteto specifico (diandrus) deriva da una parola greca e significa "con due stami".
Il nome scientifico della specie è stato definito dal botanico e medico tedesco Albrecht Wilhelm Roth nella pubblicazione "Botanische Abhandlungen und Beobachtungen" (Bot. Abh. 44.) del 1787.

## Descrizione

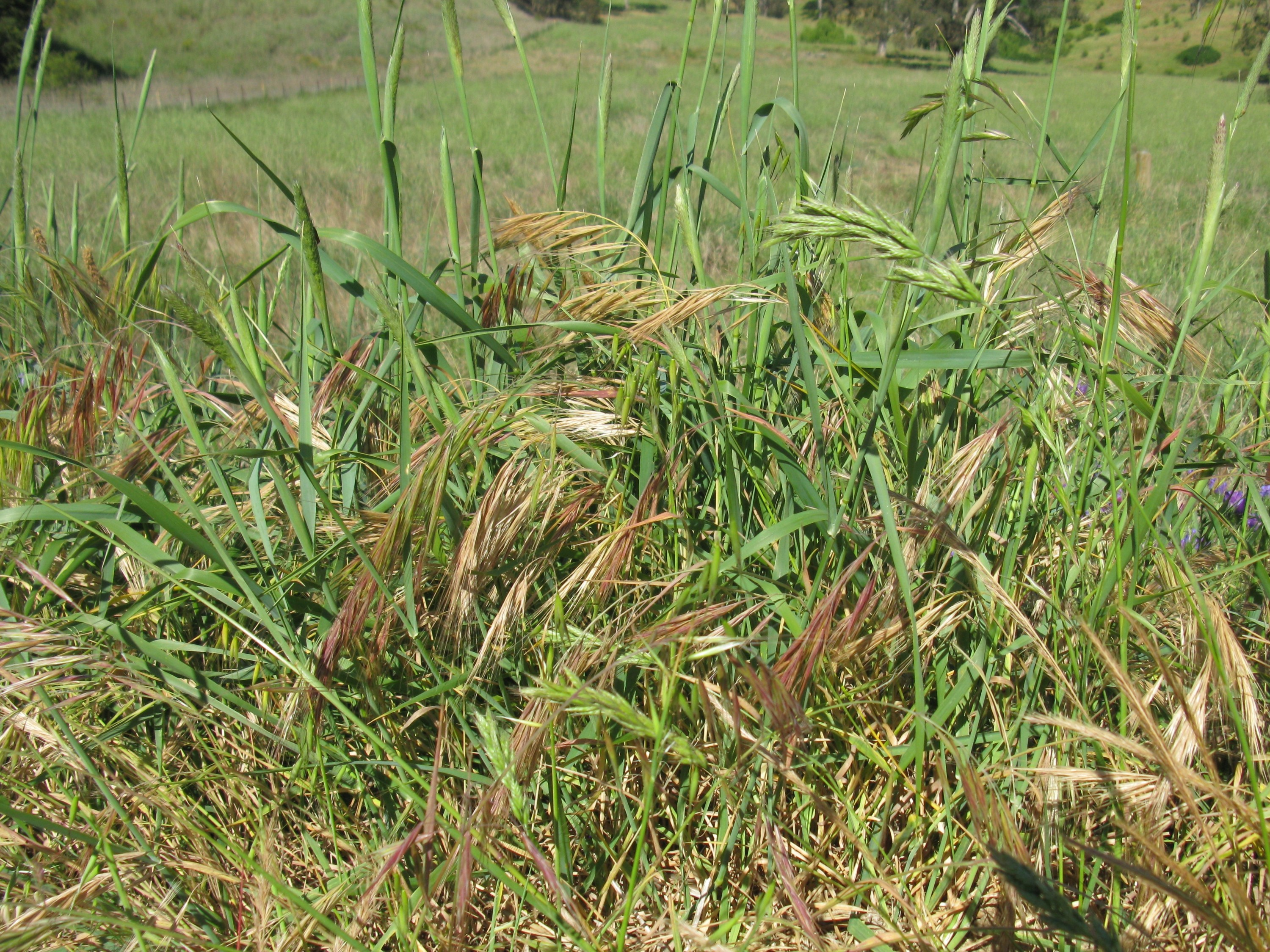
Il portamento

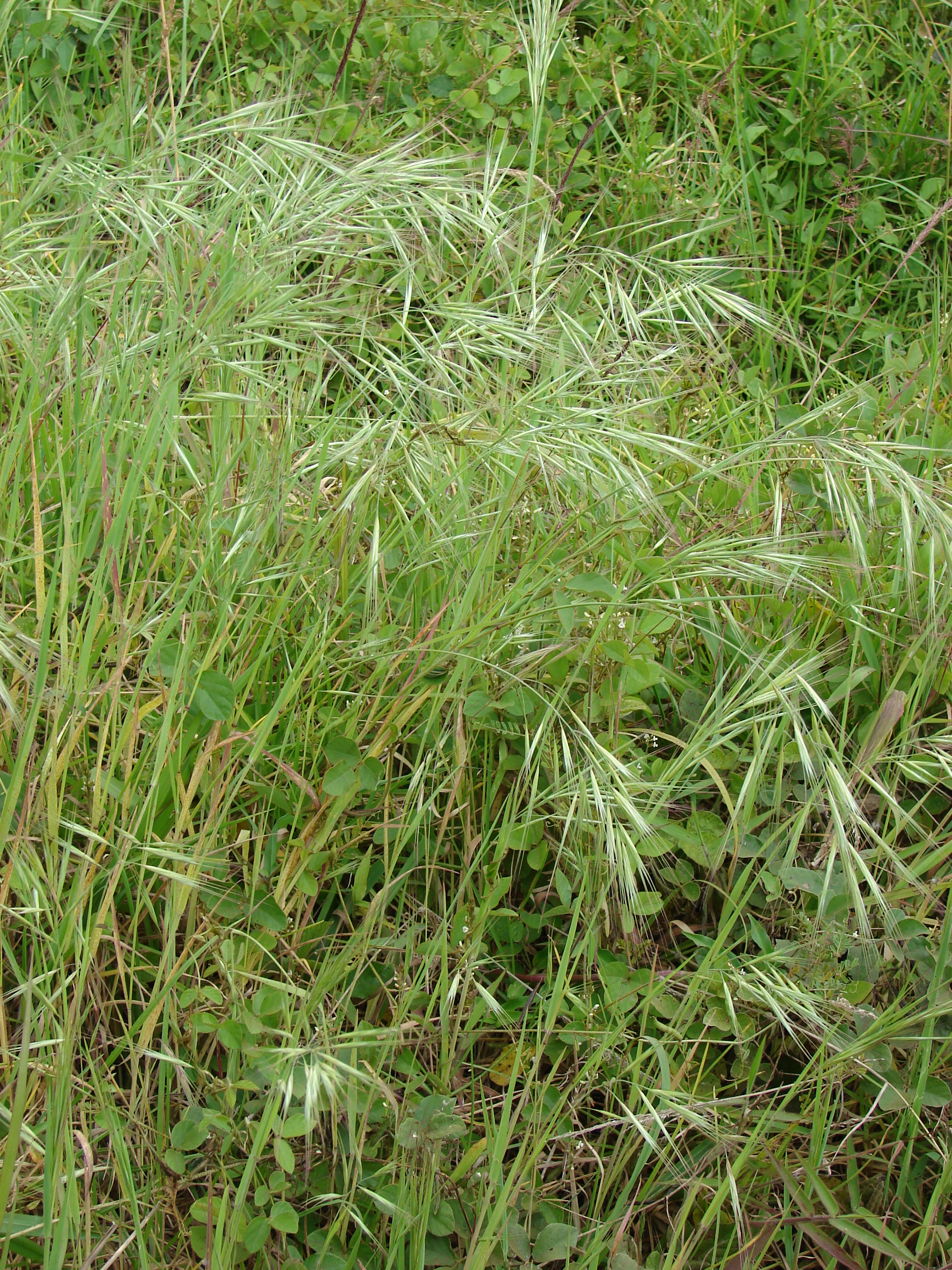
Le foglie

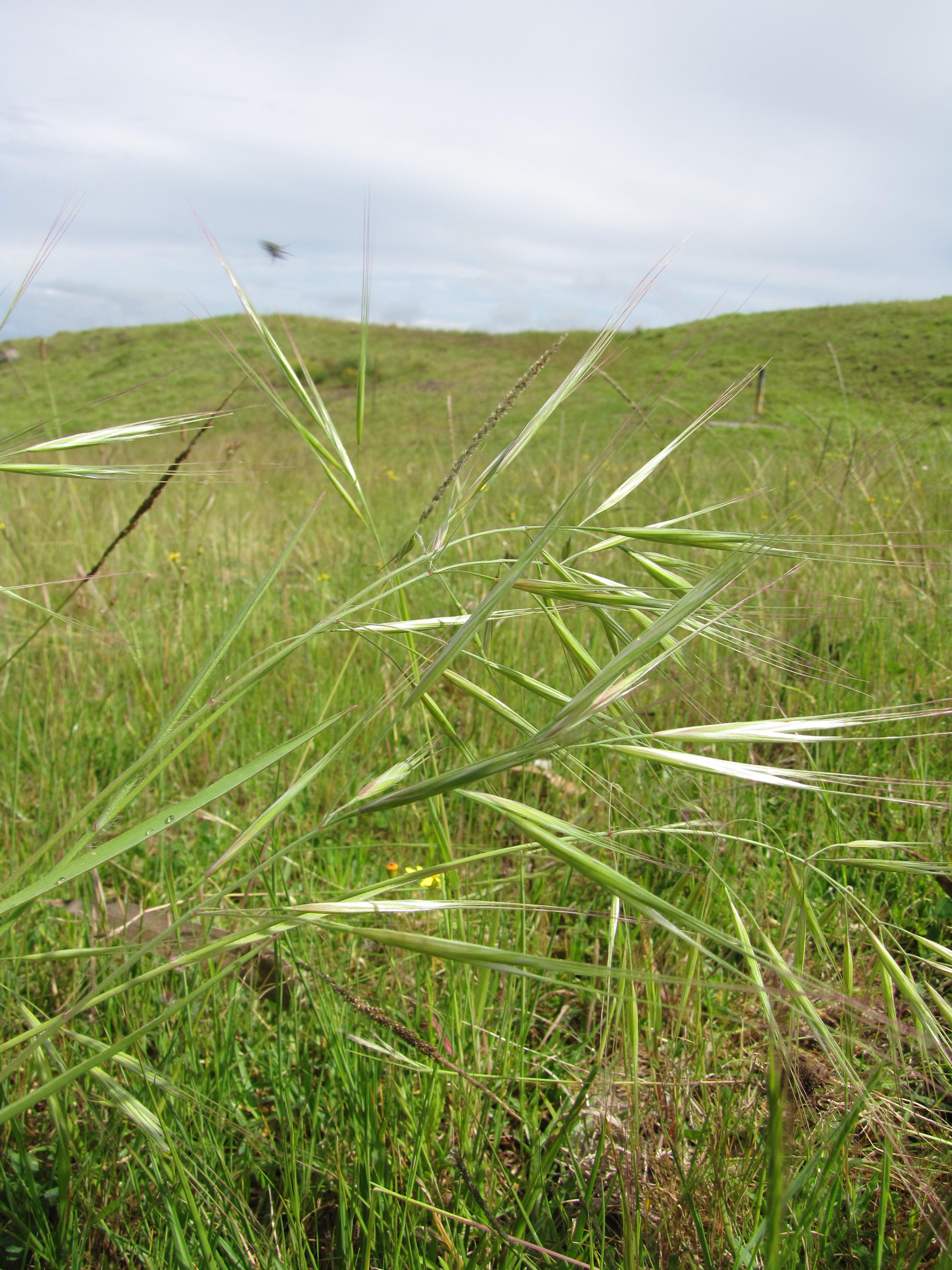
Infiorescenza

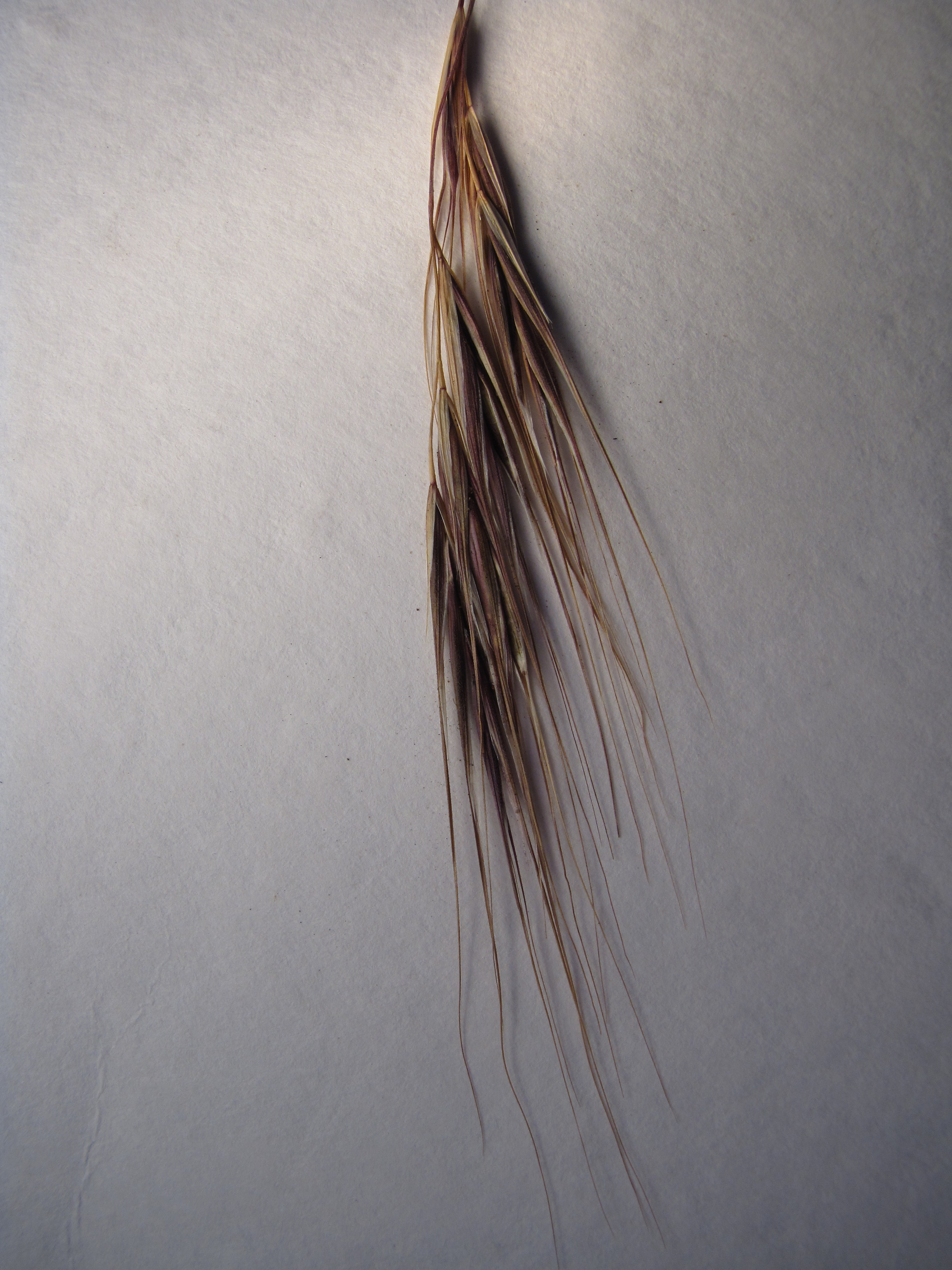
I fiori

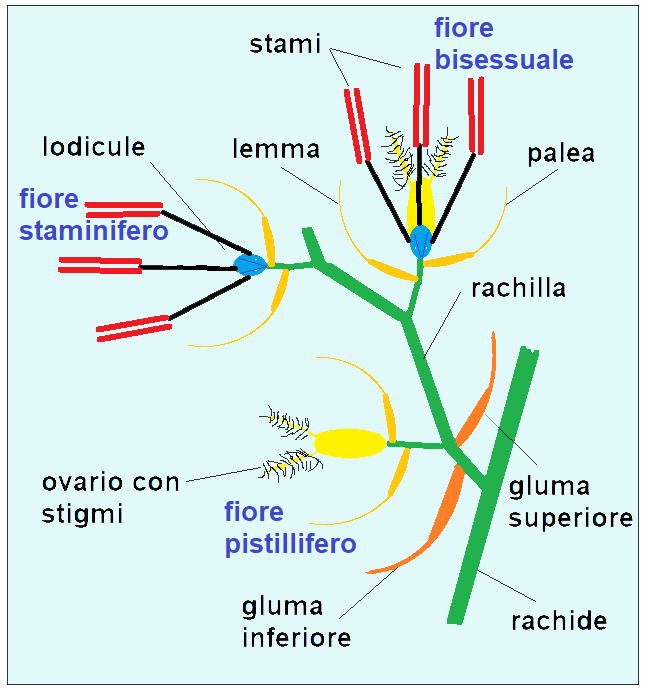
Spighetta generica con tre fiori diversi

Queste piante arrivano ad una altezza di 3 - 6 dm (massimo 90 cm). La forma biologica è terofita scaposa (T scap), ossia in generale sono piante erbacee che differiscono dalle altre forme biologiche poiché, essendo annuali, superano la stagione avversa sotto forma di seme e sono munite di asse fiorale eretto e spesso privo di foglie.

### Radici
Le radici sono per lo più fascicolate; a volte sono secondarie da rizoma.

### Fusto
I culmi sono cavi a sezione più o meno rotonda. Il portamento in genere è ascendente-genicolato, incurvati all'apice. La superficie è liscia.

### Foglie
Le foglie lungo il culmo sono disposte in modo alterno, sono distiche e si originano dai vari nodi. Sono composte da una guaina, una ligula e una lamina. Le venature sono parallelinervie. Non sono presenti i pseudopiccioli e, nell'epidermide delle foglia, le papille.
- Guaina: la guaina è abbracciante il fusto e priva di auricole (o raramente auricolate); la superficie è densamente pubescente.
- Ligula: la ligula, acuta e più o meno sfrangiata, è membranosa e a volte è cigliata. Lunghezza: 2 mm,
- Lamina: la lamina ha delle forme generalmente lineari e piatte. La pubescenza è appressata per lungi peli patenti (2 – 3 mm di lunghezza); i peli sono presenti soprattutto sul bordo e verso la base. Dimensioni delle foglie: larghezza 4 – 5 mm; lunghezza 10 – 25 cm.

### Infiorescenza
Infiorescenza principale (sinfiorescenza o semplicemente spiga): le infiorescenze, ascellari e terminali, in genere sono ramificate e sono formate da alcune spighette erette o eretto-patenti e peduncolate ed hanno la forma di una pannocchia ampia (sciolte, ma anche leggermente contratte). I rami superiori, orizzontali, sono lunghi 1 – 3 cm; gli inferiori sono patenti e semiverticillati a 3 - 6 e lunghi fino a 8 cm. La fillotassi dell'inflorescenza inizialmente è a due livelli, anche se le successive ramificazioni la fa apparire a spirale. Lunghezza delle pannocchie: 10 – 25 cm.

### Spighetta
Infiorescenza secondaria (o spighetta): le spighette, lungamente pedicellate, compresse lateralmente, sottese da due brattee distiche e strettamente sovrapposte chiamate glume (inferiore e superiore), sono formate da 5 - 9 fiori. Possono essere presenti dei fiori sterili; in questo caso sono in posizione distale rispetto a quelli fertili. Alla base di ogni fiore sono presenti due brattee: la palea e il lemma. La disarticolazione avviene con la rottura della rachilla tra i fiori. Le spighette alla fruttificazione hanno un asse fragile. Lunghezza delle spighette: 2,5 – 4 cm (30 – 50 mm con le reste).
- Glume: le glume, persistenti, lanceolate o lineari e appuntite, sono disuguali (divise in inferiore e superiore). Possiedono alcune nervature longitudinali (1 - 3 quella inferiore e 3 - 5 quella superiore). Lunghezza delle glume: inferiore 9 – 10 mm; superiore 13 – 15 mm.
- Palea: la palea è un profillo con alcune venature; è cigliata o dentellata sui bordi.
- Lemma: il lemma, lineare-lanceolato, all'apice è dentellato; il dorso, percorso da 7 nervature, è scabro per aculei rivolti verso l'alto; la resta è lunga 20 – 25 mm (nei lemmi superiori è abbreviata). Alla fruttificazione diventa bruno-violaceo. Lunghezza del lemma 15 – 17 mm (dalla base ai dentelli apicali).

### Fiori
I fiori fertili sono attinomorfi formati da 3 verticilli: perianzio ridotto, androceo  e gineceo.
- Formula fiorale:[6]

*, P 2, A (1-)3(-6), G (2–3) supero, cariosside.
- Il perianzio è ridotto e formato da due lodicule, delle squame traslucide, poco visibili (forse relitto di un verticillo di 3 sepali). Le lodicule sono membranose e non vascolarizzate.
- L'androceo è composto da 3 stami ognuno con un breve filamento libero, una - due antere purpureo-violacee. Le antere sono basifisse con deiscenza laterale e sono lunghe 0,8 - 2,5 mm. Il polline è monoporato.
- Il gineceo è composto da 3-(2) carpelli connati formanti un ovario supero. L'ovario, pubescente all'apice, ha un solo loculo con un solo ovulo subapicale (o quasi basale). L'ovulo è anfitropo e semianatropo e tenuinucellato o crassinucellato. Lo stilo, che si origina dal lato abassiale dell'ovario, è breve con due stigmi papillosi e distinti.
- Fioritura: da aprile a giugno (luglio).

### Frutti
I frutti sono del tipo cariosside, ossia sono dei piccoli chicchi indeiscenti colorati di marrone scuro, con forme ovoidali, nei quali il pericarpo è formato da una sottile parete che circonda il singolo seme. In particolare il pericarpo è fuso al seme ed è aderente. L'endocarpo non è indurito e l'ilo è lungo e lineare. L'embrione è piccolo e provvisto di epiblasto ha un solo cotiledone altamente modificato (scutello senza fessura) in posizione laterale. I margini embrionali della foglia non si sovrappongono. I cariossidi alla fruttificazione sono sottili.

## Biologia
Come gran parte delle Poaceae, le specie di questo genere si riproducono per impollinazione anemogama. Gli stigmi più o meno piumosi sono una caratteristica importante per catturare meglio il polline aereo.
La dispersione dei semi avviene inizialmente a opera del vento (dispersione anemocora) e una volta giunti a terra grazie all'azione di insetti come le formiche (mirmecoria). In particolare i frutti di queste erbe possono sopravvivere al passaggio attraverso le budella dei mammiferi e possono essere trovati a germogliare nello sterco.

## Distribuzione e habitat

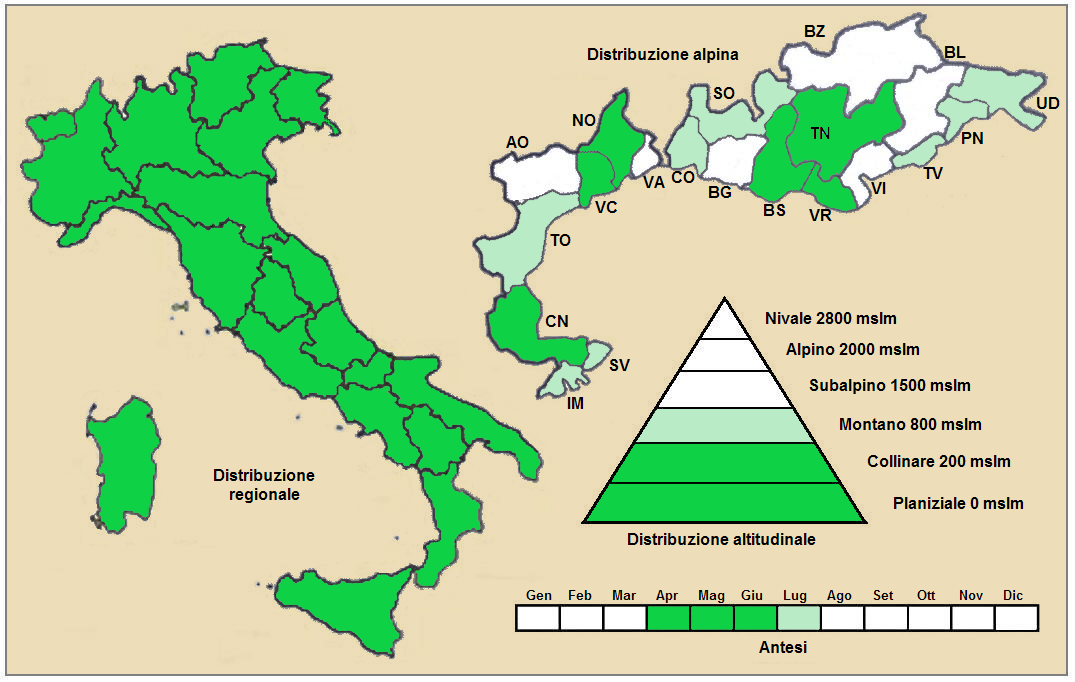
Distribuzione regionale – Distribuzione alpina

- Geoelemento: il tipo corologico (area di origine) è Euri-Mediterraneo. È una specie nativa dell'areale che va dal Mediterraneo alla Penisola Araba e fino all'Iran.[11]
- Distribuzione: in Italia è una specie comune e presente ovunque. Nelle Alpi si trova al centro e a occidente, ma con discontinuità. Fuori dall'Italia, sempre nelle Alpi, questa specie si trova in Francia (dipartimenti di Hautes-Alpes, Alpes-Maritimes e Drôme). Sugli altri rilievi europei collegati alle Alpi si trova nel Massiccio Centrale e Pirenei.[14] Nel resto dell'Europa e dell'areale del Mediterraneo questa specie si trova in Europa occidentale, Russia, Transcaucasia, Anatolia e Magreb.[15]
- Habitat: gli habitat tipici per questa pianta sono gli ambienti ruderali e le scarpate; inoltre è una specie infestante le colture di cereali. Il substrato preferito è calcareo ma anche siliceo con pH neutro, medi valori nutrizionali del terreno che deve essere secco.[14]
- Distribuzione altitudinale: in Italia sui rilievi queste piante si possono trovare fino a 1.200 m s.l.m. (a latitudini più basse fino a 2.300 - 3.000 m s.l.m.[11]); nelle Alpi frequentano i seguenti piani vegetazionali: collinare e in parte quello montano (oltre a quello planiziale – a livello del mare).

### Fitosociologia

#### Areale alpino
Dal punto di vista fitosociologico alpino Bromus diandrus appartiene alla seguente comunità vegetale:
- Formazione: delle comunità terofiche pioniere nitrofile
  - Classe: Stellarietea mediae

#### Areale italiano
Per l'areale completo italiano Bromus diandrus appartiene alla seguente comunità vegetale:
- Macrotipologia: vegetazione erbacea sinantropica, ruderale e megaforbieti.
  - Classe: Chenopodio-Stellarienea Rivas Goday, 1956
    - Ordine: Thero-Brometalia (Rivas Goday & Rivas-Martínez ex Esteve 1973) O. Bolòs, 1975
      - Alleanza: Echio plantaginei-Galactition tomentosae O. Bolòs & Molinier, 1969

Descrizione. L'alleanza Echio plantaginei-Galactition tomentosae è relativa alle comunità annuali sub-nitrofile di taglia media, ricche di specie terofitiche, del Mediterraneo occidentale distribuite nei campi incolti e abbandonati, lungo i bordi delle strade e nelle aree dismesse in zone con abbondanza di precipitazioni. Il substrato può essere differente ma sempre in climi mediterranei, caratterizzati da inverni miti ad elevate precipitazioni e in parte anche con carattere di oceanicità. In Italia l’alleanza Echio plantaginei-Galactition tomentosae è distribuita nei territori a clima mediterraneo. Nel resto dell'Europa l’alleanza si sviluppa nel mediterraneo occidentale, ma è possibile trovarla anche nei settori eurosiberiani.
Specie presenti nell'associazione:  Echium plantagineum, Dasypyrum villosum, Avena barbata, Bromus hordeaceus, Lolium rigidum, Galactites tomentosa, Gastridium ventricosum, Plantago lanceolata, Plantago lagopus, Medicago rigidula, Lotus ornithopodioides, Sherardia arvensis, Medicago ciliaris, Medicago murex, Melilotus elegans, Melilotus italicus, Reichardia intermedia, Silene fuscata, Silene scabriflora, Vulpia geniculata e Vulpiella tenuis.

## Tassonomia
La famiglia delle Poacee comprende circa 800 generi e oltre 9.000 specie. È una delle famiglie più numerose e più importanti del gruppo delle monocotiledoni. La famiglia è suddivisa in 12 sottofamiglie, il genere Bromus fa parte della sottofamiglia Pooideae ed è l'unico genere della tribù Bromeae.

### Filogenesi
La tribù Bromeae fa parte della supertribù Triticodae T.D. Macfarl. & L. Watson, 1982. La supertribù Triticodae comprende tre tribù: Littledaleeae, Hordeeae e Bromeae. All'interno della supertribù, la tribù Bromeae forma un "gruppo fratello" con la tribù Hordeeae.
I Bromus della flora spontanea italiana sono suddivisi in tre gruppi (o subgeneri) distinti: Festucaria G. et G., Anisantha Koch e Bromus s.s. La specie di questa voce appartiene al gruppo Anisantha. Il ciclo biologico di queste piante è annuo con un aspetto molto diverso dalle specie del genere Festuca. A maturità le spighette si allargano all'apice. Le nervature delle due glume (con forme lanceolate o lineari lunghe 9 – 25 mm) sono diverse: quella inferiore ha una sola nervatura; quella superiore è trinervia. La resta dei lemmi (con forme lineari o lanceolate e lunghi complessivamente 30 – 80 mm) è inserita tra i due dentelli apicali del lemma stesso ed è più lunga della parte laminare. In alcune checklist queste specie possono essere descritte in un genere diverso (Anisantha).
Altri studi descrivono questa specie nella sezione Genea Dumort. (il ciclo biologico è annuale; la gluma inferiore ha una sola vena; la pubescenza sporge dalla punta del lemma per almeno 1,5 mm). In Italia nella stessa sezione sono presenti le specie: Bromus madritensis L., Bromus rubens L.,  e Bromus sterilis L. e Bromus tectorum L.. Da analisi di tipo filogenetico sul DNA la specie di questa voce con la specie B. madritensis forma un "gruppo fratello"..
Il numero cromosomico delle specie B. diandrus è: 2n = 42 e 56.

### Ibridi
La specie di questa voce con il Bromus sterilis L. forma probabilmente l'ibrido Bromus scaberrimus Ten., 1824 (non sempre considerata una specie autonoma) i cui caratteri sono intermedi tra le due specie genitrici. Anche con la specie Bromus madritensis L. il B. diandrus forma dei possibili ibridi.

### Sinonimi
Questa entità ha avuto nel tempo diverse nomenclature. L'elenco seguente indica alcuni tra i sinonimi più frequenti:
- Anisantha diandra (Roth) Tutin ex Tzvelev
- Anisantha diandra (Roth) Tutin
- Anisantha gussonei (Parl.) Nevski
- Anisantha macranthera (Hack. ex Trab.) P.Silva
- Bromus boraei Jord.
- Bromus diandrus f. glaber (Willk.) Soó
- Bromus diandrus var. macrantherus (Hack. ex Trab.) Alcaraz, Garre & Sánchez-Gómez
- Bromus diandrus f. pilosus (F.Dietr.) Soó
- Bromus diandrus f. propendens Soó
- Bromus gussonei Parl.
- Bromus gussonei var. boraei (Jord.) Fouill.
- Bromus gussonei var. propendens (Jord.) Fouill.
- Bromus macrantherus (Hack. ex Trab.) Henriq.
- Bromus maximus var. glaber Willk.
- Bromus maximus subsp. gussonei (Parl.) Douin
- Bromus maximus var. gussonei (Parl.) Parl.
- Bromus maximus subsp. macrantherus Hack. ex Trab.
- Bromus maximus var. macrantherus (Hack. ex Trab.) Hack.
- Bromus maximus subsp. pilosus (F.Dietr.) K.Richt.
- Bromus maximus var. pilosus (Dieter.) Richt.
- Bromus murorum Bernh. ex Roem. & Schult. [Invalid]
- Bromus pallens Cav.
- Bromus pilosus F.Dietr.
- Bromus propendens Jord. [Illegitimate]
- Bromus rigens var. gussonei (Parl.) T.Durand & Schinz
- Bromus rigens subsp. macrantherus (Hack. ex Trab.) A.Fern., J.G.García & R.Fern.
- Bromus rigidus subsp. gussonei (Parl.) Maire
- Bromus rigidus var. gussonei (Parl.) Coss. & Durieu
- Bromus rigidus var. macrantherus (Hack. ex Trab.) Maire & Weiller ex Laínz
- Bromus rigidus f. propendens (Jord.) Maire & Weiller
- Bromus villosus subsp. gussonei (Parl.) Holmb.
- Bromus villosus var. gussonei (Parl.) Asch. & Graebn.
- Zerna gussonei (Parl.) Grossh.